# Anomala gaja
Anomala gaja är en skalbaggsart som beskrevs av Ohaus 1930. Anomala gaja ingår i släktet Anomala och familjen Rutelidae. Inga underarter finns listade i Catalogue of Life.